# 奧萊納 (伊利諾伊州)
奧萊納（英語：Olena）是位於美國伊利諾伊州亨德森縣的一個非建制地區。該地的面積和人口皆未知。

## 地理
奧萊納的座標為40°47′08″N 90°56′20″W / 40.78556°N 90.93889°W，而該地的平均海拔高度為189米（即620英尺）。